# US Open 2005 (tennis)
De 125e editie van het Amerikaanse grandslamtoernooi, de US Open 2005, werd gehouden van 29 augustus tot en met 11 september 2005. Voor de vrouwen was het de 119e editie. Het toernooi werd gespeeld op het terrein van het USTA Billie Jean King National Tennis Center, gelegen in Flushing Meadows in het stadsdeel Queens in New York.
Het toernooi van 2005 trok 659.538 toeschouwers.

## Enkelspel

### Mannen
De als eerste geplaatste Zwitser Roger Federer won het toernooi voor de tweede maal op rij door in de finale de als zevende geplaatste Amerikaan Andre Agassi met 6-3 2-6 7-61 6-1 te verslaan.

### Vrouwen
De als vierde geplaatste Belgische Kim Clijsters won het toernooi voor de eerste keer door in de finale de als twaalfde geplaatste Française Mary Pierce met 6-3 6-1 te verslaan.

### Belgische deelnemers in het enkelspel
| speler                 | plaatsing | resultaat    |
| ---------------------- | --------- | ------------ |
| mannen                 |           |              |
| Gilles Elseneer        | Q         | eerste ronde |
| Xavier Malisse         |           | vierde ronde |
| Dick Norman            |           | eerste ronde |
| Christophe Rochus      |           | eerste ronde |
| Olivier Rochus         | 27        | derde ronde  |
| vrouwen                |           |              |
| Kim Clijsters          | 4         | winnares     |
| Justine Henin-Hardenne | 7         | vierde ronde |

### Nederlandse deelnemers in het enkelspel
| speler        | plaatsing | resultaat    |
| ------------- | --------- | ------------ |
| mannen        |           |              |
| Peter Wessels |           | tweede ronde |
| vrouwen       |           |              |
| Elise Tamaëla |           | eerste ronde |

## Dubbelspel
Heren dubbel

Finale: Het Amerikaanse duo Bob Bryan en Mike Bryan won van Jonas Björkman (Zweden) en Maks Mirni (Wit-Rusland) met 6-1 6-4.
Dames dubbel

Finale: Lisa Raymond (VS) en Samantha Stosur (Australië) wonnen van Jelena Dementjeva (Rusland) en Flavia Pennetta (Italië) met 6-2 5-7 6-3.
Gemengd dubbel

Finale: Daniela Hantuchová (Slowakije) en Mahesh Bhupathi (India) wonnen van Katarina Srebotnik en Nenad Zimonjić met 6-4 6-2.

### Rolstoeltennis
Mannenenkelspel

Finale: Robin Ammerlaan (Nederland) won van Michaël Jérémiasz (Frankrijk) met 6–1, 6–3
Vrouwenenkelspel

Finale: Esther Vergeer (Nederland) won van Korie Homan (Nederland) met 6–2, 6–1
Mannendubbelspel

Finale: Robin Ammerlaan (Nederland) en Michaël Jérémiasz (Frankrijk) wonnen van David Hall (Australië) en Jayant Mistry (Australië)  met 6-1, 6-2
Vrouwendubbelspel

Finale: Korie Homan (Nederland) en Esther Vergeer (Nederland) wonnen van Beth Arnoult-Ritthaler (VS) en Jan Proctor (VS) met 6-3, 6-1

## Junioren
Meisjes enkelspel

Finale: Viktoryja Azarenka (Wit-Rusland) won van Alexa Glatch (VS) met 6-3, 6-4
Meisjes dubbelspel

Finale: Nikola Fraňková (Tsjechië) en Alisa Klejbanova (Rusland) wonnen van Alexa Glatch (VS) en Vania King (VS) met 7-5, 7-6
Jongens enkelspel

Finale: Ryan Sweeting (Bahama's) won van Jérémy Chardy (Frankrijk) met 6-4, 6-4
Jongens dubbelspel

Finale: Alex Clayton (VS) en Donald Young (VS) wonnen van Carsten Ball (Australië) en Thiemo de Bakker (Nederland) met 7-6, 4-6, 7-5
1881 · 1882 · 1883 · 1884 · 1885 · 1886 · 1887 · 1888 · 1889 · 1890 · 1891 · 1892 · 1893 · 1894 · 1895 · 1896 · 1897 · 1898 · 1899 · 1900 · 1901 · 1902 · 1903 · 1904 · 1905 · 1906 · 1907 · 1908 · 1909 · 1910 · 1911 · 1912 · 1913 · 1914 · 1915 · 1916 · 1917 · 1918 · 1919 · 1920 · 1921 · 1922 · 1923 · 1924 · 1925 · 1926 · 1927 · 1928 · 1929 · 1930 · 1931 · 1932 · 1933 · 1934 · 1935 · 1936 · 1937 · 1938 · 1939 · 1940 · 1941 · 1942 · 1943 · 1944 · 1945 · 1946 · 1947 · 1948 · 1949 · 1950 · 1951 · 1952 · 1953 · 1954 · 1955 · 1956 · 1957 · 1958 · 1959 · 1960 · 1961 · 1962 · 1963 · 1964 · 1965 · 1966 · 1967
↓ open tijdperk ↓
1968 (m-v-md-vd-gd) ·
1969 (m-v-md-vd-gd) ·
1970 (m-v-md-vd-gd) ·
1971 (m-v-md-vd-gd) ·
1972 (m-v-md-vd-gd) ·
1973 (m-v-md-vd-gd) ·
1974 (m-v-md-vd-gd) ·
1975 (m-v-md-vd-gd) ·
1976 (m-v-md-vd-gd) ·
1977 (m-v-md-vd-gd) ·
1978 (m-v-md-vd-gd) ·
1979 (m-v-md-vd-gd) ·
1980 (m-v-md-vd-gd) ·
1981 (m-v-md-vd-gd) ·
1982 (m-v-md-vd-gd) ·
1983 (m-v-md-vd-gd) ·
1984 (m-v-md-vd-gd) ·
1985 (m-v-md-vd-gd) ·
1986 (m-v-md-vd-gd) ·
1987 (m-v-md-vd-gd) ·
1988 (m-v-md-vd-gd) ·
1989 (m-v-md-vd-gd) ·
1990 (m-v-md-vd-gd) ·
1991 (m-v-md-vd-gd) ·
1992 (m-v-md-vd-gd) ·
1993 (m-v-md-vd-gd) ·
1994 (m-v-md-vd-gd) ·
1995 (m-v-md-vd-gd) ·
1996 (m-v-md-vd-gd) ·
1997 (m-v-md-vd-gd) ·
1998 (m-v-md-vd-gd) ·
1999 (m-v-md-vd-gd) ·
2000 (m-v-md-vd-gd) ·
2001 (m-v-md-vd-gd) ·
2002 (m-v-md-vd-gd) ·
2003 (m-v-md-vd-gd) ·
2004 (m-v-md-vd-gd) ·
2005 (m-v-md-vd-gd) ·
2006 (m-v-md-vd-gd) ·
2007 (m-v-md-vd-gd) ·
2008 (m-v-md-vd-gd) ·
2009 (m-v-md-vd-gd) ·
2010 (m-v-md-vd-gd) ·
2011 (m-v-md-vd-gd) ·
2012 (m-v-md-vd-gd) ·
2013 (m-v-md-vd-gd) ·
2014 (m-v-md-vd-gd) ·
2015 (m-v-md-vd-gd) ·
2016 (m-v-md-vd-gd) ·
2017 (m-v-md-vd-gd) ·
2018 (m-v-md-vd-gd) ·
2019 (m-v-md-vd-gd) ·
2020 (m-v-md-vd) ·
2021 (m-v-md-vd-gd) ·
2022 (m-v-md-vd-gd) ·
2023 (m-v-md-vd-gd)  ·
2024 (m-v-md-vd-gd)
Lijst van US Openwinnaars